# ノンレムの窓
『ノンレムの窓』（ノンレムのまど）は、バカリズムの原案・脚本による日本のSFショートショート・ドラマシリーズ。第1弾が2022年4月5日に日本テレビ系列の深夜番組枠「プラチナイト」で放送された。
3本立てのオムニバス形式のドラマで、バカリズムが各話の案内人を務める。
以下、番組改編期に新作エピソードが制作されている。
- 『ノンレムの窓 2022・秋』（第2弾） - 2022年10月9日[2]
- 『ノンレムの窓 2023・新春』（第3弾） - 2023年1月7日[3]
- 『ノンレムの窓 2023・夏』（第4弾） - 2023年7月8日[4]
- 『ノンレムの窓 2023・冬』（第5弾） - 2023年12月25日[5]
- 『ノンレムの窓 2024・春』（第6弾） - 2024年3月31日[6]
- 『ノンレムの窓 2025・新春』（第7弾） - 2025年1月5日 [7]

本稿ではSeasonを表すSで弾数を表す。

## キャスト

### ナビゲートパート
升野英知
演 - バカリズム（代行：芝崎昇〈S3〉）
窓先案内人。
謎の女性マドカ
声 - 斉藤由貴（代行：吉川亜州香〈S3〉）
マド谷（マドたに）
演 - 貴乃花光司（S4）
正体不明の未来人。102年後の未来から升野のところへやってくる。
サンタクロース
演 - 遠藤憲一（S5）
マド沼刑事
演 - 内藤剛志（S6）
100年後の未来から来た刑事。未来の様子を教えてくれる。

### ノンレムの窓

#### 私達の恋
中島宗介
演 - 風間俊介
マメな性格のサラリーマン。二股交際しており、労力が2倍のため「もう一人自分がいれば」と考えた翌日、目覚めるともう一人の自分が現れる。
鈴木詩織
演 - 村川絵梨
宗介の交際相手。
佐藤佳奈
演 - 片山友希
宗介のもう一人の交際相手。

#### 解約ゲーム
谷尻
演 - 野間口徹
サラリーマン。有料動画サイトをPCで解約できず、本社窓口で解約をかけた「密室デスゲーム」に挑む羽目になる。

#### カスタマイズ
遥香
演 - 松岡茉優
人気カフェの新人店員。呪文のように長いカスタマイズオーダーに悪戦苦闘する。
山口一
演 - 津村和幸

### ノンレムの窓 2022・秋

#### 未来から来た男
菅沼浩二
演 - 窪田正孝
サラリーマン。ある日目覚めると、3年前にタイムリープしていた。

#### 放送禁止用語
宮川志帆
演 - 木村文乃
アナウンサー。日々増え続ける放送禁止用語の対応に心血を注ぐ。

#### パスワードが知りたい
野村由紀子
演 - 木村多江
夫の秘密を探ろうとPCのパスワード解析に挑む妻。

### ノンレムの窓 2023・新春

#### 匿う男
中野和友
演 - ほしのディスコ
ごく普通の男。下心から警察に追われる真央を匿う。
真央
演 - 吉岡里帆
警察に追われている女性。
浩二
演 - 犬飼貴丈

#### 代行社会
山﨑真司
演 - 佐藤隆太
プロの代行業者のベテラン社員。平田勝敏の代行。
平田勝敏
演 - 姜暢雄
交際相手へのプロポーズの代行を山﨑に依頼する男性。
福本
演 - 勝村政信
藤田綾乃の代行。
金城
演 - 温水洋一
津田沙耶香の代行。

#### 大人になってからの友達作り
英子
演 - 木南晴夏
親友を手に入れるため奮闘する女性。
英子の両親
演 - 山野海、佐藤旭
吉田
演 - 莉子
英子の勤める会社の後輩。
麻理恵
演 - 小野寺ずる
英子から親友契約を求められる知人女性。
香織
演 - 香椎由宇
親友契約法反対で英子と意気投合した女性。

### ノンレムの窓 2023・夏

#### 夕暮れ時の葛藤
野本久
演 - 小澤征悦
夕方にスーパーを訪れた男。
吉沢明里
演 - 北香那
新米アルバイト。レジ係。
下川春江
演 - 田村たがめ
ベテラン店員。レジ係。
近藤
演 - 岡部尚
スーパーの店員。

#### 推してもいいデスか?
平野萌美
演 - 夏帆
「推し活」にハマるOL。
岸本遥香
演 - 金澤美穂
萌美の同僚。
是枝
演 - 田村心
コンビニ「スマイルショップ」の店員。
西山
演 - 遠藤健慎
「スマイルショップ」での是枝の同僚。
松川誠〈52〉
演 - マギー
東和山市役所の職員。
ブロッコリー涼太
演 - 堀内結流（THE SUPER FRUIT）
萌美が推し活にハマる7人組ボーイズグループ「スーパーサラダ」のイチ推しのメンバー。
メンバーカラー・グリーン。突然の脱退を発表する。
トマト悠緋
演 - 小田惟真（THE SUPER FRUIT）
メンバーカラー・レッド。
キャロット類
演 - 田倉暉久（THE SUPER FRUIT）
メンバーカラーオレンジ。
パンプキン海斗
演 - 星野晴海（THE SUPER FRUIT）
メンバーカラー・イエロー。
ビーツ流星
演 - 松本勇輝（THE SUPER FRUIT）
メンバーカラー・ピンク。
エシャロット蒼
演 - 鈴木志音（THE SUPER FRUIT）
メンバーカラー・パープル。
オニオン来愛
演 - 阿部隼大（THE SUPER FRUIT）
メンバーカラー・ホワイト。

#### 出世したくない君へ
田前真司
演 - 瀬戸康史
意識高い系男子。関本に「意識高く出世しようとしていてダサい」と言われ、「意識を低くするセミナー」に通い始める。
関本七
演 -  瀧本美織
フリーライター。
小谷晋也
演 - 田中俊介
田前の知人。
溝口隆弘
演 - 近藤頌利
田前の知人。
御子柴海
演 - 八嶋智人
「意識を低くするセミナー」の講師。

### ノンレムの窓 2023・冬

#### 野崎さんの夢
野崎早苗〈18〉
演 - 森七菜（幼稚園時：小林鈴奈、小学生時：照井野々花）
高校卒業と同時に大手芸能事務所に入る事が決まっている女性。
伊藤典子
演 - 小野花梨
野崎の同級生。

#### れんあいそうかんず
山岸俊樹
演 - 滝藤賢一
妻子を愛する男性。
山岸夏生
演 - 堀内敬子
俊樹の妻。
山岸しま
演 - 永尾柚乃
俊樹の娘。ノートに「れんあいそうかんず」をつけている。

#### デスゲーム
謎のディーラー
演 - 斎藤工
デスゲームの主催者。
日田友一
演 - 岡山天音
デスゲームの参加者のひとり。
小瀬桃花
演 - 蓮佛美沙子
ディーラーの秘書。
佐世保
演 - 堀内健（ネプチューン）
デスゲームの参加者のひとり。
鹿屋奈央
演 - さかたりさ
デスゲームの参加者のひとり。

### ノンレムの窓 2024・春

#### 有終の美
塩原
演 - 遠藤憲一
ベテラン刑事。定年を目前にして10年前の傷害致死事件の犯人の目星がつく。
黒田清秀
演 - 本郷奏多
10年前の傷害致死事件の犯人だと、出頭するため警察署にやってきた男。出頭されると自分の手柄にならないので、塩原に出頭を思い直すよう説得される。
佐伯
演 - 柳俊太郎
黒田の友人。10年前の傷害致死事件の犯人だと出頭しに警察署に現れる。
七瀬
演 - 西村直人
中堅刑事。塩原と共に10年前の傷害致死事件を捜査している。
片山奈津子
演 - 護あさな
佐伯の恋人。10年前の傷害致死事件の犯人だと自首してくる。

#### PTA
関本朝子
演 - 松雪泰子
PTAの役員。指名部 → 本部役員に昇格してしまう。自分より一回りも若く裕福な三井がPTA役員を一度もやっていないことに憤りを感じている。
三井由奈
演 - 若月佑美
人材派遣会社 社員。夫は銀行員。2人の息子がいるワーキングマザー。タワマンに住む裕福な家庭。仕事が忙しいと言い訳をし、一度もPTA役員をやっていない。やりたい気持ちはあるが、夫が無理なローンを組んで生活も苦しく、父が介護が必要で役員はできないと主張する。
澤田真由美
演 - 朝夏まなと
3年前転入してきている。転入前の学校で長女・次女の2年分のPTA役員を既にやっている、子どもが4人おり下の子はまだ3歳、夫とは離婚協議中なので役員はできないと主張する。
田中
演 - 鹿賀丈史
癖の強いPTA本部の会長。

## スタッフ
- 原案 - バカリズム[4]
- 脚本
  - S1 - バカリズム、安部裕之、左子光晴（ヨーロッパ企画）、上田誠（ヨーロッパ企画）
  - S2 - バカリズム、伊達さん（大人のカフェ）、安部裕之
  - S3 - バカリズム、安部裕之、松島瑠璃子
  - S4 - バカリズム、安部裕之、竹村武司[4]
  - S5 - バカリズム、左子光晴（ヨーロッパ企画）、上田誠（ヨーロッパ企画）、金沢知樹
  - S6 - バカリズム、倉光泰子
- 監督
  - S1 - 内田秀実、スミス（ソケット）、青木達也（ソケット）
  - S2 - 中山佳香、青木達也
  - S3 - 椿本慶次郎、上條大輔、山田信義
  - S4 - 水野格、内田秀実、椿本慶次郎[4]
  - S5 - 鈴木勇馬、椿本慶次郎、内田秀実
  - S6 - 狩山俊輔、椿本慶次郎
- 総合演出 - 内田秀実[13]
- プロデューサー
  - S2 - 小田玲奈、福井雄太、榊原真由子
  - S3 - 小田玲奈、能勢荘志、大井章生、榊原真由子
  - S4 - 能勢荘志、榊原真由子[13]
  - S5 - 鈴木将大、榊原真由子
- 統括プロデューサー - 吉無田剛、櫻井雄一（ソケット）[13]（両名：S1→プロデューサー）
- チーフプロデューサー - 三上絵里子[13]
- 企画協力 - 小林伸也（マセキ芸能社）[13]
- 制作協力 - ソケット
- 製作著作 - 日本テレビ

## 放送日程

### ノンレムの窓
| 各話  | 放送日        | サブタイトル | 脚本            | 演出     |
| ----- | ------------- | ------------ | --------------- | -------- |
| 第1話 | 2022年04月5日 | 私達の恋     | バカリズム      | 内田秀実 |
| 第2話 | 2022年04月5日 | 解約ゲーム   | 安部裕之        | 青木達也 |
| 第3話 | 2022年04月5日 | カスタマイズ | 左子光晴 上田誠 | スミス   |

### ノンレムの窓 2022・秋
| 各話  | 放送日        | サブタイトル         | 脚本       | 演出     |
| ----- | ------------- | -------------------- | ---------- | -------- |
| 第1話 | 2022年10月9日 | 未来から来た男       | バカリズム | [ 注 1 ] |
| 第2話 | 2022年10月9日 | 放送禁止用語         | 伊達さん   | 中山佳香 |
| 第3話 | 2022年10月9日 | パスワードが知りたい | 安部裕之   | 青木達也 |

### ノンレムの窓 2023・新春
| 各話  | 放送日        | サブタイトル               | 脚本       | 演出       |
| ----- | ------------- | -------------------------- | ---------- | ---------- |
| 第1話 | 2023年01月7日 | 匿う男                     | バカリズム | 椿本慶次郎 |
| 第2話 | 2023年01月7日 | 代行社会                   | 安部裕之   | 上條大輔   |
| 第3話 | 2023年01月7日 | 大人になってからの友達作り | 松島瑠璃子 | 山田信義   |

### ノンレムの窓 2023・夏
| 各話  | 放送日        | サブタイトル         | 脚本       | 演出       |
| ----- | ------------- | -------------------- | ---------- | ---------- |
| 第1話 | 2023年07月8日 | 夕暮れ時の葛藤       | バカリズム | 水野格     |
| 第2話 | 2023年07月8日 | 推してもいいデスか？ | 安部裕之   | 内田秀実   |
| 第3話 | 2023年07月8日 | 出世したくない君へ   | 竹村武司   | 椿本慶次郎 |

### ノンレムの窓 2023・冬
| 各話  | 放送日         | サブタイトル       | 脚本            | 演出       |
| ----- | -------------- | ------------------ | --------------- | ---------- |
| 第1話 | 2023年12月25日 | 野崎さんの夢       | バカリズム      | 鈴木勇馬   |
| 第2話 | 2023年12月25日 | れんあいそうかんず | 左子光晴 上田誠 | 椿本慶次郎 |
| 第3話 | 2023年12月25日 | デスゲーム         | 金沢知樹        | 内田秀実   |

### ノンレムの窓 2024・春
| 各話  | 放送日        | サブタイトル | 脚本       | 演出       |
| ----- | ------------- | ------------ | ---------- | ---------- |
| 第1話 | 2024年3月31日 | 有終の美     | バカリズム | 狩山俊輔   |
| 第2話 | 2024年3月31日 | PTA          | 倉光泰子   | 椿本慶次郎 |